# Светы Криж (район Липтовски-Микулаш)
Светы Криж (словац. Svätý Kríž, венг. Szentkereszt ) — деревня и община района Липтовски-Микулаш, Жилинского края Словакия.

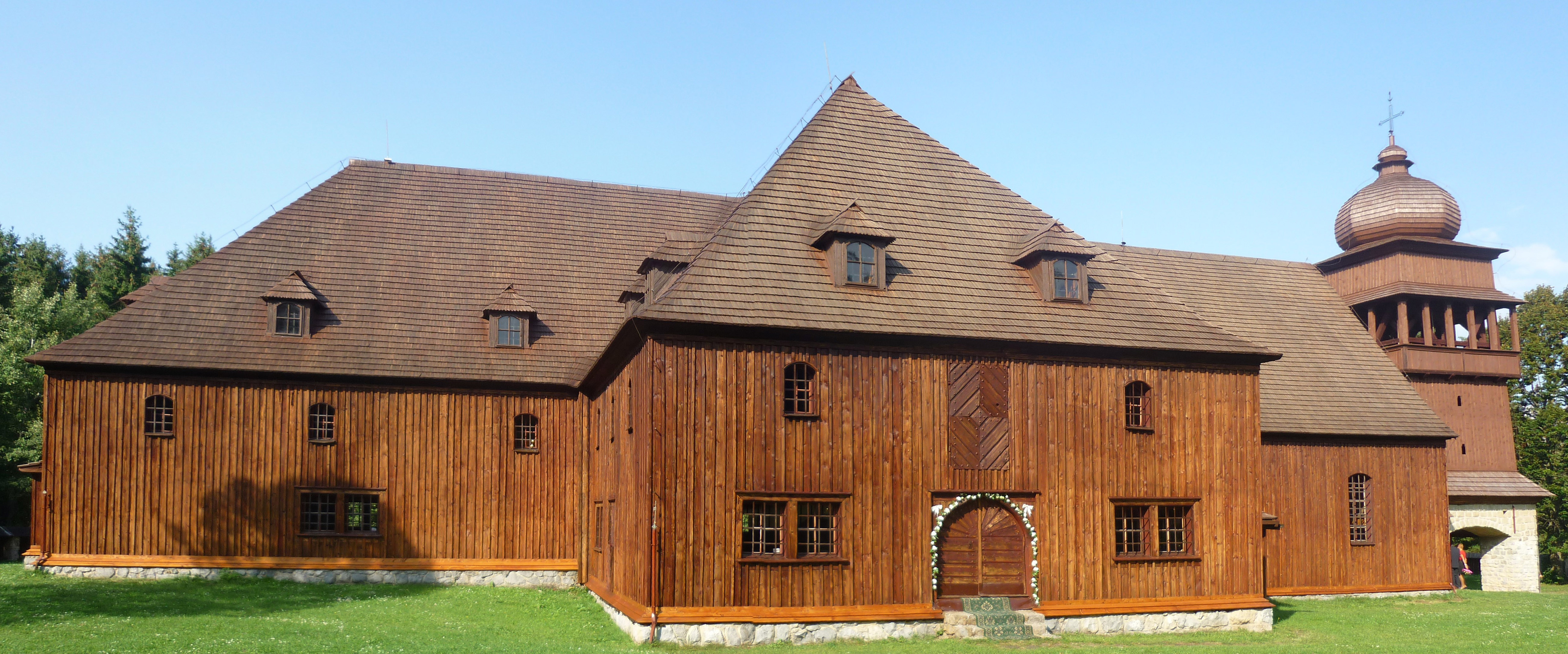
Церковь

Расположена в центральной части исторической области Словакии — Липтов в юго-западной части района района Липтовски-Микулаш на севере Словакии у подножья Низких Татр на высоте — 629 м. н. м. Находится на ручье Крижанка, между Низкими Татрами на юге и Липтовским водохранилищем на севере.
Кадастровая площадь общины — 9,41 км².

## Население
| Год:                | 1994 | 2004     | 2014     | 2024     |
| ------------------- | ---- | -------- | -------- | -------- |
| Количество человек: | 611  | 683      | 801      | 964      |
| Разница:            |      | +11,78 % | +17,27 % | +20,34 % |

Население — 923 человека (на 31 декабря 2022 года). Плотность — 98,09 чел/км².

## История
Впервые упоминается в 1277 году. До 1918 года принадлежала Венгерскому королевству, затем перешла к Чехословакии, сегодня — в составе Словакии.